# Ronnet
Ronnet ist eine französische Gemeinde mit 168 Einwohnern (Stand 1. Januar 2022) im Département Allier in der Region Auvergne-Rhône-Alpes (vor 2016 Auvergne). Sie gehört zum Kanton Montluçon-3 im Arrondissement Montluçon.

## Geographie
Ronnet liegt etwa 18 Kilometer südsüdöstlich von Montluçon.

### Nachbargemeinden
Umgeben ist Ronnet von den Nachbargemeinden Arpheuilles-Saint-Priest im Westen und Norden, Durdat-Larequille im Norden und Nordosten, La Celle im Nordosten und Osten, Ars-les-Favets im Osten, La Crouzille im Südosten, Virlet im Süden sowie Marcillat-en-Combraille im Südwesten.

## Bevölkerungsentwicklung
| Jahr      | 1962 | 1968 | 1975 | 1982 | 1990 | 1999 | 2006 | 2011 | 2019 |
| Einwohner | 276  | 242  | 200  | 164  | 159  | 177  | 187  | 182  | 172  |

## Sehenswürdigkeiten
- Kirche St-Christophe (auch: Kirche St-Mayeul) aus dem 12./13. Jahrhundert, Monument historique
- Turm von Ronnet (Donjon) aus dem 12. Jahrhundert

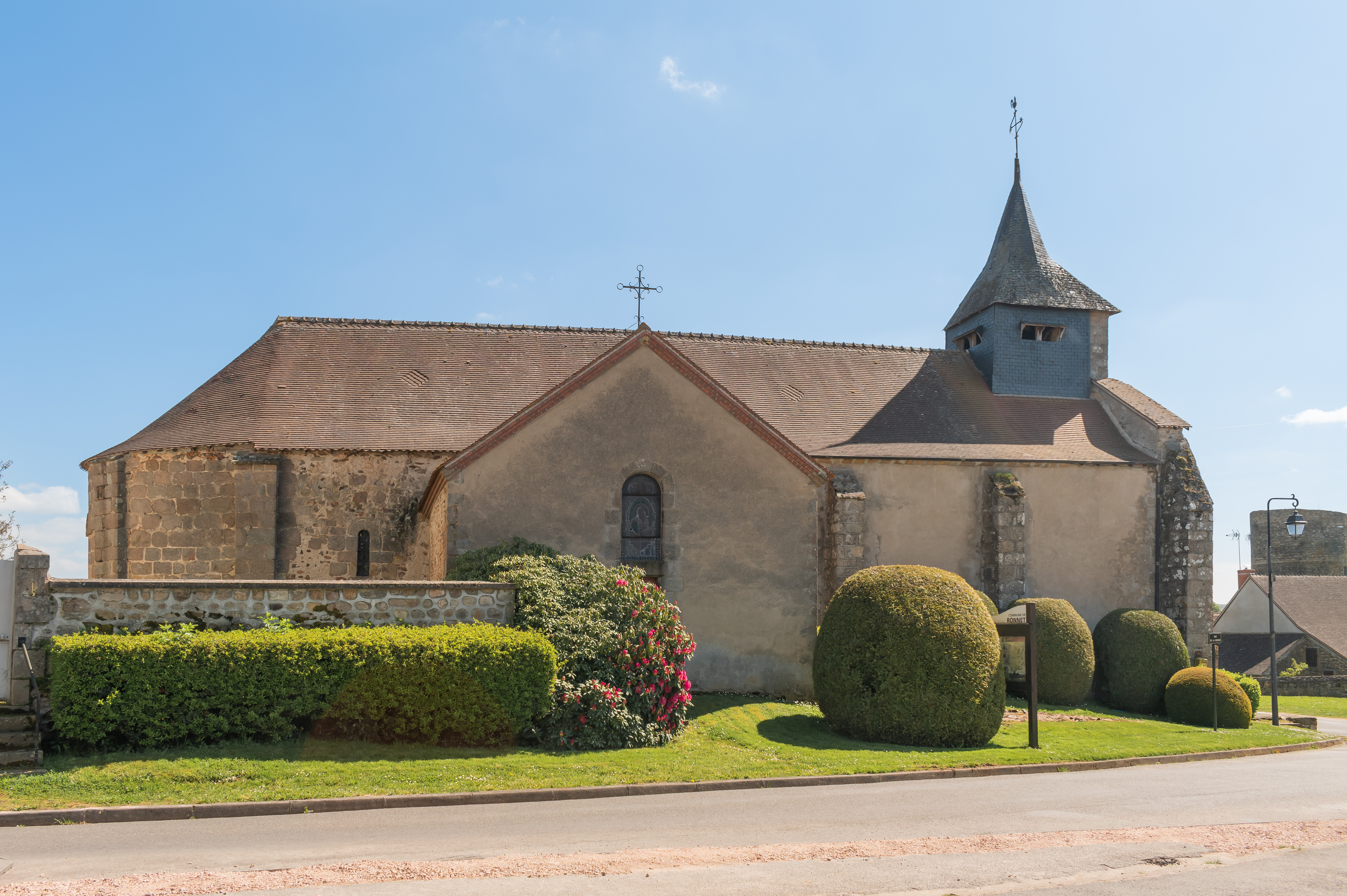
Kirche St-Christophe